# Cottbus Crayfish
Die Cottbus Crayfish sind ein American-Football-Verein, der in der erima GFL2 spielt.

## Geschichte
Im Jahre 1993 gründete sich, im Anschluss an ein als Präsentation abgehaltenes Ligaspiel der Berlin Stars gegen die Trittau Dukes, im Juli die erste American-Football-Mannschaft von Cottbus unter dem Dach des Universitätssportvereins der BTU Cottbus. Beginnend im Herbst 1993 wurde der Trainingsbetrieb unter Leitung von Gerry Hogg, der für ein halbes Jahr von der NFL finanziert wurde, aufgenommen. Die ersten Spiele wurden 1994 im Rahmen der Aufbauliga Ost und in den Spielen des East-Bowl 1994 ausgetragen. Durch diesen Nachweis der Spielfähigkeit folgte im Jahre 1995 die Teilnahme an der Verbandsliga, die mit dem zweiten Platz und dem Aufstieg in die Oberliga Ost beendet wurde. Auf zwei Jahre Verbandsliga Ost folgten drei Jahre Oberliga Ost und am Ende des Jahres 2000 schließlich der Aufstieg in die Regionalliga (3. Liga).
In den ersten Jahren war das „Stadion 8. Mai“ in der Karl-Marx-Straße sowohl Trainings- als auch Spielstadion. Dieses Stadion wurde 1998 abgerissen, da auf demselben Gelände das neue Gebäude des Informations-, Kommunikations- und Medienzentrums der BTU Cottbus erbaut wurde. Daher wird seitdem das Stadion im Sportzentrum als Spielstätte genutzt, während der Trainingsbetrieb seitdem immer wieder auf andere Plätze und Hallen ausweichen muss.
2011 gelang den Cottbus Crayfish nach einer Perfect Season mit zehn Siegen in zehn Spielen der Aufstieg in die GFL2, wo sie ihre erste Saison nach 14 Spielen (11 Siege) mit dem zweiten Platz, punktgleich mit dem Meister, äußerst erfolgreich abgeschlossen haben. In der Saison 2013 belegten die Crayfish den 7. Platz der GFL2 Nord und verpassten somit den Klassenerhalt.
In der Saison 2023 gelang der erneute Aufstieg in die GFL2.

## Abteilungen
Die Cottbus Crayfish bestehen, neben dem Herrenteam, aus einer A-Jugend, B-Jugend sowie einem Flagteam für Kinder bis 13 Jahren.

### Herren
Nach einer Perfekten Saison im Jahr 2011 in der Regionalliga Ost, spielten die Crayfish in den zwei Folgejahren in der GFL 2 Nord. 2012 wurden die Cottbus Crayfish in ihrer ersten Saison der GFL 2 Vizemeister und standen punktgleich mit dem Meister der Liga an der Spitze. Das  Jahr 2013 verlief nicht wie erwartet, sodass ein Abstieg in die Regionalliga Ost erfolgte.

#### Head Coaches
- 1993–1994 Gerry Hogg
- 1994–1995 Jochen Remmert
- 1996–1997 Matthias Nitksche
- 1997–1999 Tyron Pilgrim
- 1999–2000 Steffen Braunholz
- 2000–2001 John Brooks
- 2001–2002 Peter Selinke
- 2002–2003 Thorben Gyra
- seit 2003   Jörg Steudtner

#### Coach OL/Offensive Coordinator
Alex Young

#### Coach DL
Manuel Koalenz

#### Teammanager
Björn Wöhrle

### Jugendteam
Das Jugendteam heißt Cottbus Young Crayfish (15–19 Jahre) und nimmt seit 1996, mit wechselnden Erfolgen, an den ostdeutschen Jugendligen teil. In den Jahren 1996, 2000, 2001 und 2016 war man Ostdeutscher Jugendmeister. Seit der Saison 2017 besteht die Jugendabteilung aus einer A-Jugend (U19) und B-Jugend (U16).

### Flagfootball
Die Cottbus Crayfish bieten mit Cottbus Flagstorm Flagfootball für Kinder von 9–13 Jahren und für Kinder im Alter von 6-9 Bambini Flag.
Flagfootball ist eine Variante des American Football bei der ohne jeglichen Körperkontakt gespielt wird.